# Edgard Pisani
Edgard Pisani (Tunis, Tunísia, 1918 - 21 de juny de 2016) fou un polític francès que fou ministre en diversos governs del seu país i membre de la Comissió Thorn entre 1981 i 1985.

## Biografia
Va néixer el 9 d'octubre de 1918 a la ciutat de Tunis, ciutat que en aquells moments formava part de França però que avui en dia és la capital de Tunísia, provinent d'una família d'origen maltès. Als 18 es traslladà a la ciutat de París i davant l'esclat de la Segona Guerra Mundial participà en la Resistència francesa, sent de vital importància el seu paper jugat en l'alliberament de la Prefectura de París, cosa que li va valer entrar a formar part del Consell Nacional de la Resistència (CNR).
Entre 1988 i 1995 va presidir l'Institut del Món Àrab.

## Activitat política
El 1946 fou nomenat director del Gabinet del Ministre de l'Interior, esdevenint així mateix prefecte de la departament de l'Alt Loira i Cap d'Estat Major de la Defensa Nacional. L'any següent fou nomenat prefecte del departament de l'Alt Marne, i el 1954 fou escollit senador en representació d'aquest departament pel grup d'esquerra de la Coalició Democràtica de l'Esquerra Republicana, escó que no abandonà fins al 1961. El Primer Ministre de França Michel Debré el nomenà Ministre d'Agricultura entre 1961 i 1962, càrrec en el qual fou reafirmat per Georges Pompidou entre 1962 i 1966. En aquest període Pisani es convertí en un dels principal artífex de definir la política agrícola comuna de la Comunitat Econòmica Europea (CEE). Entre 1966 i 1967 fou nomenat Ministre d'Equipaments i Habitatge, presentant la seva dimissió l'abril de 1967.
Conseller General del cantó de Montreuil-Bellay entre 1964 i 1965, aquell any fou escollit alcalde d'aquest municipi, càrrec que ocupà fins al 1975.
Fundador del Moviment per a la Reforma (MPR, gaullista d'esquerra), el 1967 fou escollit diputat a l'Assemblea Nacional Francesa, escó que abandonà l'any següent. Posteriorment entre 1974 i 1981 fou novament escollit senador, en representació aquest cop del Partit Socialista (PS).
El maig de 1981 fou nomenat membre de la Comissió Europea, en substitució de Claude Cheysson, esdevenint Comissari Europeu de Desenvolupament. El 1985 fou nomenat Alt Comissionat de la República a Nova Caledònia, càrrec que ocupà entre maig i novembre d'aquell any.

## Obra escrita
- 1969: La Région : pour quoi faire
- 1974: Le Général indivis
- 1978: Socialiste de raison
- 1988: Pour l'Afrique
- 1992: Persiste et signe
- 1994: Pour une agriculture marchande et ménagère
- 1996: Entre le marché et les besoins des hommes. Agriculture et sécurité alimentaire mondiale
- 2004: Un vieil homme et la Terre
- 2006: Vive la révolte !
- 2007: Une politique mondiale pour nourrir le monde